# Ronde van Frankrijk 2022/Elfde etappe
De elfde etappe van de Ronde van Frankrijk 2022 werd verreden op 13 juli met start in Albertville en finish op de Col du Granon. Het betrof een bergetappe over 149 kilometer.

## Koersverloop
Vanuit de start werd er gedemarreerd door Wout van Aert en Mathieu van der Poel. Na twintig kilometer brak het verzet van het peloton en reden er anderen naar de twee toe. Daarachter reed de ploeg van geletruidrager Tadej Pogačar om de groep in toom te houden. Op de Lacets de Montvernier, een helling gerangschikt als tweede categorie, moest Van der Poel de groep laten gaan. Hij stapte later ook uit de Ronde. 
Onder de top van de Col du Télégraphe gooide Team Jumbo-Visma de knuppel in het hoenderhoek door Tiesj Benoot en Primož Roglič ten aanval te sturen. Pogačar moest reageren, wat leidde dat de geletruidrager zonder ploegmaten de afdaling in moest samen met Roglič, Jonas Vingegaard en Geraint Thomas. In de afdaling naar Valloire liet Christophe Laporte zich uit de kopgroep terugzakken, waardoor de groep favorieten weinig rust kreeg in de afdaling. In de aanloop naar de Col du Galibier ontstond een 2-tegen-1 spel tussen Pogačar enerzijds en Roglič en Vingegaard anderzijds, waarbij Pogačar moest reageren op beide concurrenten. Thomas kon ternauwernood het trio volgen. Eenmaal op de Galibier was er een wapenstilstand en kon een groep met onder andere Marc Soler (ploegmaat van Pogačar), Romain Bardet, Nairo Quintana en Enric Mas weer terug aansluiten. 
In de slotkilometers van de Galibier waagde Roglič nog een poging de gele trui onder druk te zetten. Pogačar gaf geen krimp, maar de groep werd wel verder uitgedund. Even later ging de gele trui zelf ten aanval en alleen Thomas, Bardet en Vingegaard konden hem volgen. Roglič moest de prijs betalen voor zijn aanvallen en schakelde zichzelf uit voor een mooi klassement. Later bleef alleen Vingegaard over. Voorop kwam Warren Barguil als eerste boven (en won de Souvenir Henri Desgrange), en stortte zich in de afdaling in de hoop op de etappezege. 
In de afdaling kwamen alle favorieten samen onder invloed van Van Aert die een groep met Roglič, Steven Kruijswijk en Sepp Kuss terug, evenals een aantal ploeggenoten van Pogačar. Op de Col du Granon (11,3 kilometer à 9,2 procent), die alleen eerder in de Ronde van 1986 werd bedwongen, zat Vingegaard snel geïsoleerd, terwijl Pogačar nog een paar ploegmaten bij zich had. Quintana ging in de achtervolging op ploeggenoot Barguil en ook Bardet ging voordat de kemphanen hun duivels ging ontbinden. Op vijf kilometer van de finish ging Vingegaard ten aanval en Pogačar kon zijn aanval niet beantwoorden. Vingegaard was ontketend en greep deze kans om zijn Sloveense concurrent veel tijdverlies aan te smeren. Hij achterhaalde iedereen en kwam solo over de streep. Pogačar moest ook andere klassementsrenners laten en verloor uiteindelijk een kleine drie minuten op Vingegaard.

## Uitslag
| Albertville – Col du Granon (149 km) |                   |                    |          |
| Plaats                               | Naam              | Ploeg              | Tijd     |
| 1                                    | Jonas Vingegaard  | Team Jumbo-Visma   | 4u18'02" |
| 2                                    | Nairo Quintana    | Arkéa-Samsic       | + 59"    |
| 3                                    | Romain Bardet     | Team DSM           | + 1'10"  |
| 4                                    | Geraint Thomas    | INEOS Grenadiers   | + 1'38"  |
| 5                                    | David Gaudu       | Groupama-FDJ       | + 2'04"  |
| 6                                    | Adam Yates        | INEOS Grenadiers   | + 2'10"  |
| 7                                    | Tadej Pogačar     | UAE Team Emirates  | + 2'51"  |
| 8                                    | Aleksej Loetsenko | Astana Qazaqstan   | + 3'38"  |
| 9                                    | Steven Kruijswijk | Team Jumbo-Visma   | + 3'59"  |
| 10                                   | Warren Barguil    | Arkéa-Samsic       | + 4'16"  |
|                                      |                   |                    |          |
| 17                                   | Dylan Teuns       | Bahrain-Victorious | + 9'48"  |

| Algemeen klassement |                   |                   |           |
| Plaats              | Naam              | Ploeg             | Tijd      |
| Gele trui           | Jonas Vingegaard  | Team Jumbo-Visma  | 41u29'59" |
| 2                   | Romain Bardet     | Team DSM          | + 2'16"   |
| 3                   | Tadej Pogačar     | UAE Team Emirates | + 2'22"   |
| 4                   | Geraint Thomas    | INEOS Grenadiers  | + 2'26"   |
| 5                   | Nairo Quintana    | Arkéa-Samsic      | + 2'37"   |
| 6                   | Adam Yates        | INEOS Grenadiers  | + 3'06"   |
| 7                   | David Gaudu       | Groupama-FDJ      | + 3'13"   |
| 8                   | Aleksandr Vlasov  | BORA-hansgrohe    | + 7'23"   |
| 9                   | Aleksej Loetsenko | Astana Qazaqstan  | + 8'07"   |
| 10                  | Enric Mas         | Movistar Team     | + 9'29"   |
|                     |                   |                   |           |
| 12                  | Steven Kruijswijk | Team Jumbo-Visma  | + 13'27"  |
| 22                  | Tiesj Benoot      | Team Jumbo-Visma  | + 29'34"  |

## Opgaves
- Oliver Naesen (AG2R-Citroën): Opgave tijdens de etappe
- Mathieu van der Poel (Alpecin-Deceuninck): Opgave tijdens de etappe

1e etappe ·
2e etappe ·
3e etappe ·
4e etappe ·
5e etappe ·
6e etappe ·
7e etappe ·
8e etappe ·
9e etappe ·
10e etappe ·
11e etappe ·
12e etappe ·
13e etappe ·
14e etappe ·
15e etappe ·
16e etappe ·
17e etappe ·
18e etappe ·
19e etappe ·
20e etappe ·
21e etappe
Startlijst · Eindstanden · Afbeeldingen